# Rüdenstein

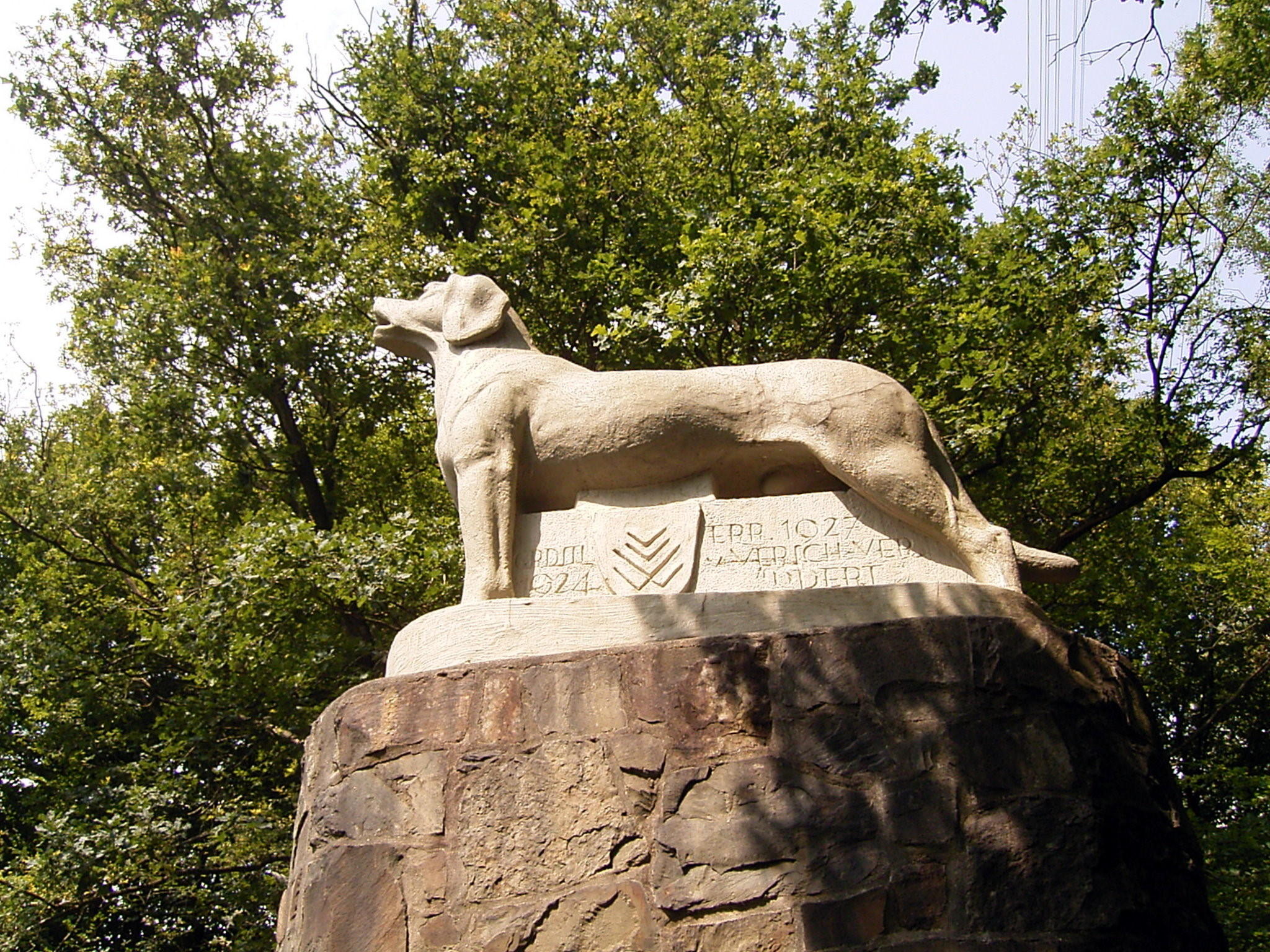
Rüdenstein in Leichlingen-Obenrüden.

Der Rüdenstein ist ein landeseigenes Denkmal in Leichlingen, an der direkten Stadtgrenze zu Solingen in der Nähe der Solinger Hofschaft Obenrüden.

## Das Denkmal
Am 26. Mai 1927, dem Himmelfahrtstag des Jahres, wurde das Denkmal am Hang gegenüber dem Obenrüdener Kotten enthüllt. Initiator war der Widderter Verschönerungsverein. Der Solinger Metallkünstler und Industriedesigner F. Otto Hoppe wurde mit Entwurf und Ausführung beauftragt. Die Hundefigur stammt von der Elberfelder Firma Pollmann & Stupp und besteht aus Kunststein (gemahlener Muschelkalk). Der Sockel wurde vom Solinger Maurermeister Karl Groh gefertigt. Der Rat der Gemeinde Witzhelden, auf deren Gemeindegebiet der Standort des Denkmals lag, lehnte eine finanzielle Beteiligung strikt ab, führte aber kurz nach der Einweihung auf dem Gemeindegebiet eine Hundesteuer ein.
Zur Einweihung 1927 erschienen über 1000 Gäste, die in einem Festzug von Untenwiddert ins Tal zogen. Begleitet wurde dies von der Solinger Stadtkapelle und den Tambourkorps der Höhscheider Freiwilligen Feuerwehr. Im Jahr 1986 wurde der Rüdenstein in die Denkmalliste Leichlingens eingetragen. Er befindet sich im westlichen Teil des Naturparks Bergisches Land. Am 4. Mai 2002 erschien zum 75. Jubiläum im Solinger Tageblatt ein ausführlicher Artikel über den Rüdenstein.

### Restaurierungen
1950 erfolgte die erste Renovierung. 1972 wurde eine erneute Renovierung durch den Heimat- und Verschönerungsverein Rüden-Friedrichstal e.V., den Solinger Verschönerungsverein und die Solinger Jägerschaft veranlasst. Wegen starker Verwitterung folgte 1994 die bisher letzte Restaurierung, veranlasst vom Rüden-Friedrichstaler Heimat- und Verschönerungsverein und der Stadt Leichlingen im Auftrag des Staatlichen Bauamtes Köln.

## Die Sage
Der Legende nach ist Robert von Berg, ein Jungherzog aus dem Herzogtum Berg, zur Weihnachtszeit 1424 auf der Jagd nach einem Hirsch. Im unwegigen Schnee stürzt der Reiter an einem Abgrund im Bereich Wupperhof von seinem Pferd und verletzt sich. Sein Begleiter, der Rüde, eilt der Jagdgesellschaft nach, die sich schon auf dem Rückweg nach Schloss Burg befindet. Diese folgt dem aufgeregten Bellen des herrenlosen Hundes, so dass der junge Herzog gerettet werden kann.
Zu dieser Zeit war Adolf VII. der Herzog von Berg, ein Robert von Berg wird in der Geschlechterfolge nicht erwähnt. Die Sage ist überliefert von Otto Schell und Vinzenz Jakob von Zuccalmaglio.